# 양북중학교
양북중학교(陽北中學校)는 대한민국 경상북도 경주시 문무대왕면 어일리에 있는 공립 중학교이다.

## 학교 연혁
- 1952년 8월 10일 : 재단법인 양북학원 설립인가
- 1953년 4월 3일 : 중학교 개교
- 1975년 2월 10일 : 공립으로 전환
- 2002년 12월 14일 : 현대화 시범학교 준공
- 2003년 3월 1일 : 경상북도 초·중 통합교육과정 시범학교
- 2003년 3월 1일 : 양북초·중학교 통합
- 2009년 3월 1일 : 경상북도교육지정 시범학교 운영(1년간)
- 2023년 1월 4일 : 제71회 (7,480명) 졸업

## 참고 자료
- 양북중학교 - 한국교육학술정보원 학교알리미